# 실크로드: 창안-텐산 회랑 도로망

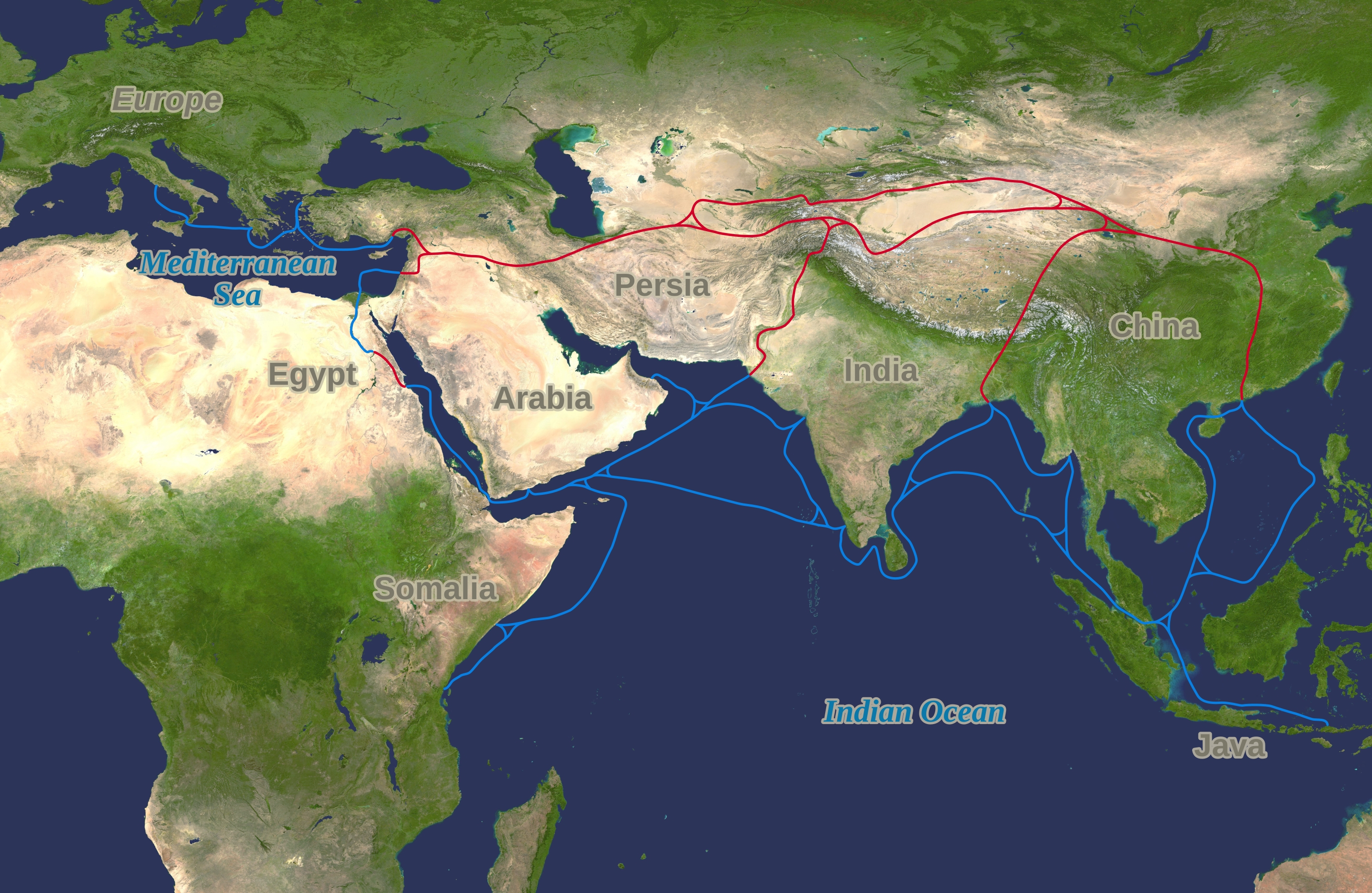

실크로드: 창안-텐산 회랑 도로망(Silk Roads: the Routes Network of Chang'an-Tianshan Corridor)은 고대 비단길의 장안-톈산산맥 부분과 경로를 따라 있는 유적지를 포함하는 유네스코 세계유산이다.  2014년 6월 22일 유네스코는 중국 중부에서 중앙아시아 제티수(Zhetysu) 지역까지 이어지는 5,000km의 실크로드 도로망을 세계유산으로 지정했다. 이 통로는 중국, 카자흐스탄, 키르기스스탄에 걸쳐 있으며 33개의 새로운 유적지와 이전에 지정된 여러 유적지를 포함한다.